# Magny-la-Campagne

Magny-la-Campagne est une ancienne commune française située dans le département du Calvados en région Normandie, peuplée de 578 habitants.
Le 1er janvier 2017, elle prend le statut administratif de commune déléguée au sein de la nouvelle commune de Mézidon Vallée d'Auge de statut administratif commune nouvelle.

## Toponymie
Le nom de la localité est attesté sous les formes Magneium in Oximensi pago au XIIIe siècle (charte de Saint-Pierre-sur-Dive), Maygny en 1454 (charte de Cordillon, p. 53).

## Histoire
La commune est créée lors de la fusion en 1811 de Magny-la-Campagne et de Vaux-la-Campagne (ou Vaux-sur-Laizon). La décision de construire une nouvelle église Notre-Dame-Saint-Clair date du conseil municipal du 28 mai 1864. L'entrepreneur M. Ducellier de Soliers est choisi pour la construction le 19 avril 1866. Le chœur, le transept, la nef et la première partie de la tour sont construits au cours de l'année 1866. Le 7 avril 1868, le conseil municipal décide de conserver le clocher de l'ancienne église car celui de la nouvelle n'est alors toujours pas construit. La construction de la sacristie est décidée le 5 mars 1871. N'ayant pas les fonds nécessaires pour l'érection d'un clocher, la commune sollicite l'aide du département en 1874. En 1944, un bombardier anglais s’écrase sur le clocher et le détruit. Le plan de reconstruction fut accepté lors du conseil municipal du 20 juin 1958.

## Politique et administration

### Liste des maires
| Période           | Période           | Identité | Étiquette | Qualité               |
| ----------------- | ----------------- | --- | --------- | --------------------- |
| 15 août 1860      | 6 décembre 1860   | Henry Dusoir (né à Vaux-la-Campagne, 1796, décédé à Magny-la-Campagne, 6 décembre 1860)                     | SE        | Propriétaire          |
| 3 février 1861    | 25 septembre 1870 | Jean Florent Pitrou (né à Magny-la-Campagne, 24 novembre 1807, décédé à Magny-la-Campagne, 20 février 1887) | SE        | Propriétaire          |
| 24 septembre 1871 | 1 janvier 1898    | Charles Lejeune (né à Magny-la-Campagne, 10 mars 1819, décédé à Magny-la-Campagne, 1 janvier 1898           | SE        | Propriétaire          |
| 6 février 1898    | 29 octobre 1905   | Georges Pitrou (né à Magny-la-Campagne, 28 mars 1838)                                                       | SE        |                       |
| 29 octobre 1905   | 3 janvier 1921    | Désiré Guille (né à Grisy, 25 juin 1870, décédé à Grisy, 13 octobre 1929)                                   | SE        | Agriculteur           |
| 3 janvier 1921    | 5 mars 1946       | Bernard de Marcé (né à Vienne-en-Bessin, 30 août 1890, décédé à Magny-la-Campagne, 5 mars 1946)             | SE        | Propriétaire, vicomte |
| 18 mars 1946      | 31 octobre 1947   | Louis Roger                                                                                                 | SE        |                       |
| 31 octobre 1947   | 7 avril 1951      | Joseph Binet (né à Morteaux-Couliboeuf, 11 mars 1915, décédé à Caen, 10 avril 2003)                         | SE        |                       |
| 7 avril 1951      | 9 août 1969       | Lucien Lefrère                                                                                              | SE        |                       |
| 9 août 1969       | avril 2014        | Pierre Bertrand                                                                                             | SE        | Agriculteur           |
| avril 2014        | décembre 2016     | Daniel Bescond                                                                                              | SE        | Retraité              |

### Liste des maires de la commune déléguée
| Période      | Période     | Identité         | Étiquette | Qualité                        |
| ------------ | ----------- | ---------------- | --------- | ------------------------------ |
| janvier 2017 | mai 2020    | Daniel Bescond   | SE        | Retraité                       |
| mai 2020     | 30 mai 2023 | Fabrice Dujardin | SE        | Retraité                       |
| 30 mai 2023  | en cours    | François Aubey   |           | Maire de Mézidon Vallée d'Auge |

## Population et société

### Démographie
L'évolution du nombre d'habitants est connue à travers les recensements de la population effectués dans la commune depuis 1793. À partir du 1er janvier 2009, les populations légales des communes sont publiées annuellement dans le cadre d'un recensement qui repose désormais sur une collecte d'information annuelle, concernant successivement tous les territoires communaux au cours d'une période de cinq ans. 
Pour les communes de moins de 10 000 habitants, une enquête de recensement portant sur toute la population est réalisée tous les cinq ans, les populations légales des années intermédiaires étant quant à elles estimées par interpolation ou extrapolation. Pour la commune, le premier recensement exhaustif entrant dans le cadre du nouveau dispositif a été réalisé en 2004,.
En 2021, la commune comptait 578 habitants, en évolution de +8,85 % par rapport à 2015 (Calvados : +1,58 %, France hors Mayotte : +2,49 %).
| 1793 | 1800 | 1806 | 1821 | 1831 | 1836 | 1841 | 1846 | 1851 |
| ---- | ---- | ---- | ---- | ---- | ---- | ---- | ---- | ---- |
| 339  | 300  | 360  | 550  | 561  | 541  | 521  | 492  | 450  |

| 1856 | 1861 | 1866 | 1872 | 1876 | 1881 | 1886 | 1891 | 1896 |
| ---- | ---- | ---- | ---- | ---- | ---- | ---- | ---- | ---- |
| 459  | 432  | 396  | 378  | 378  | 386  | 382  | 366  | 353  |

| 1901 | 1906 | 1911 | 1921 | 1926 | 1931 | 1936 | 1946 | 1954 |
| ---- | ---- | ---- | ---- | ---- | ---- | ---- | ---- | ---- |
| 379  | 368  | 331  | 387  | 391  | 403  | 370  | 422  | 466  |

| 1962 | 1968 | 1975 | 1982 | 1990 | 1999 | 2004 | 2009 | 2014 |
| ---- | ---- | ---- | ---- | ---- | ---- | ---- | ---- | ---- |
| 461  | 407  | 403  | 451  | 466  | 476  | 525  | 576  | 537  |

| 2018 | - | - | - | - | - | - | - | - |
| ---- | - | - | - | - | - | - | - | - |
| 582  | - | - | - | - | - | - | - | - |

## Culture locale et patrimoine

### Lieux et monuments
- Clocher-tour, daté de 1738, de l'ancienne église Notre-Dame, recensé à l'inventaire général du patrimoine culturel[17].

Cartes postales anciennes
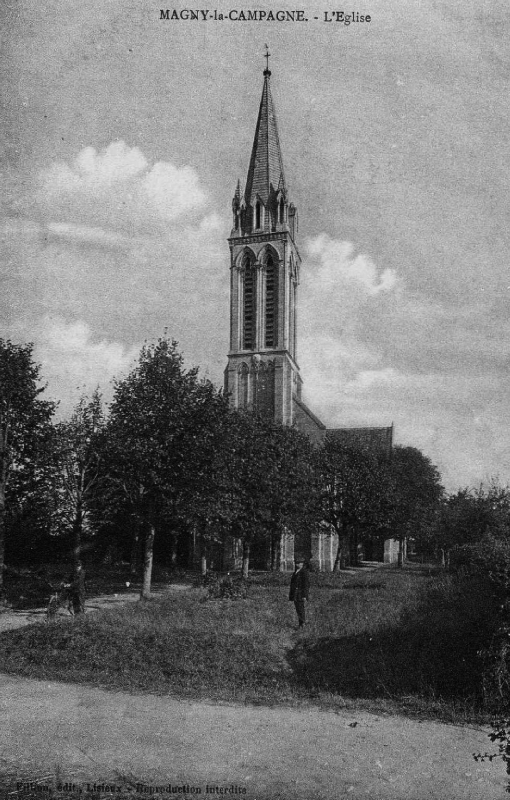
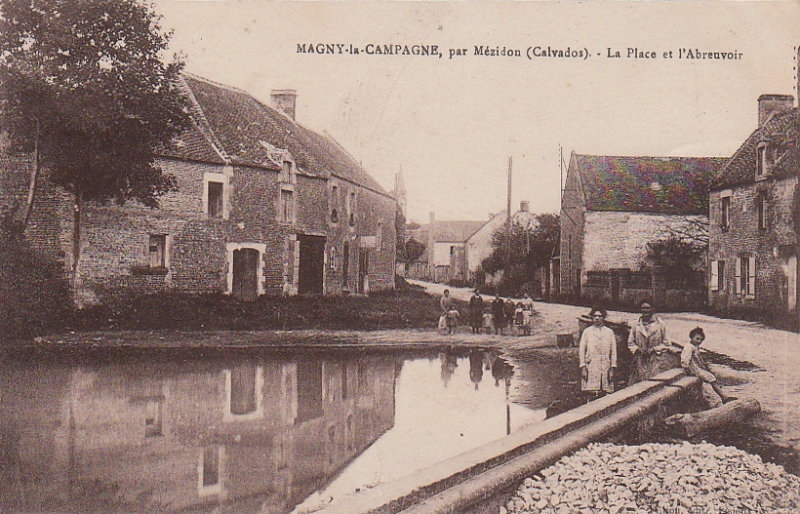
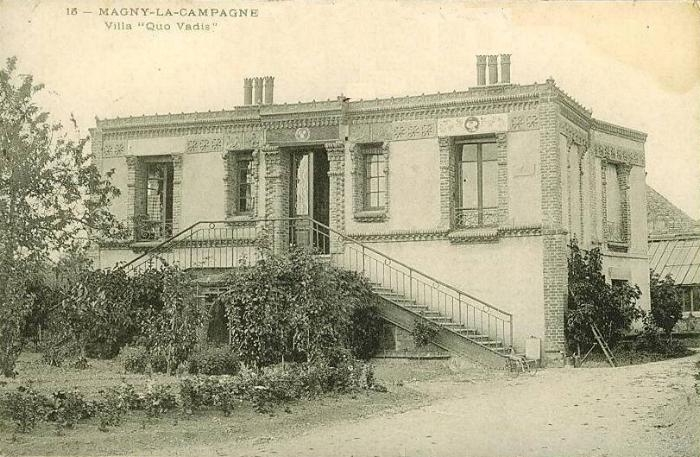
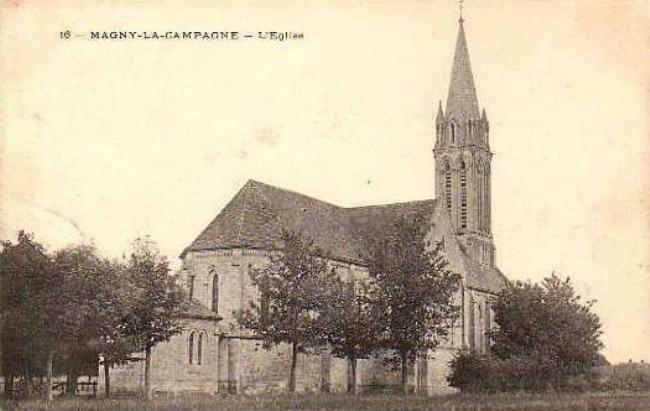
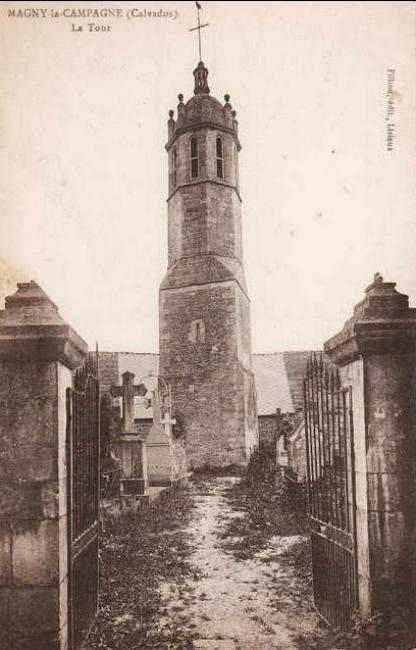
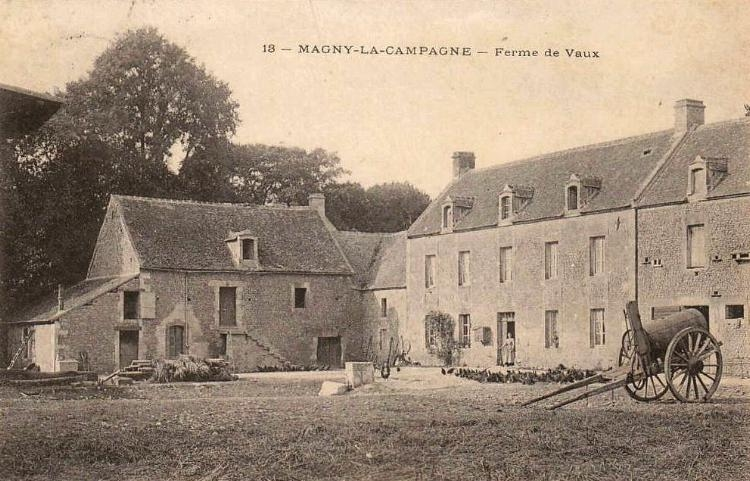
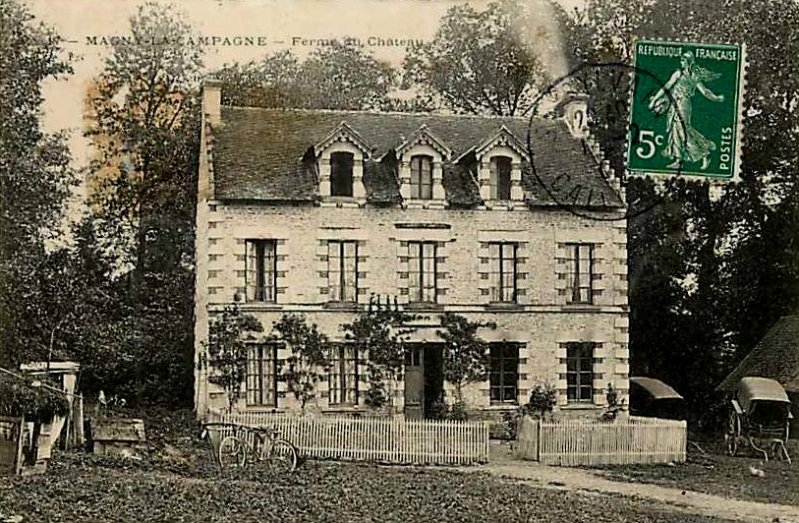

### Personnalités liées à la commune
- Pierre Demortreux (1798-1872), homme politique né à Magny-la-Campagne.